# Bisdorf (Königslutter am Elm)

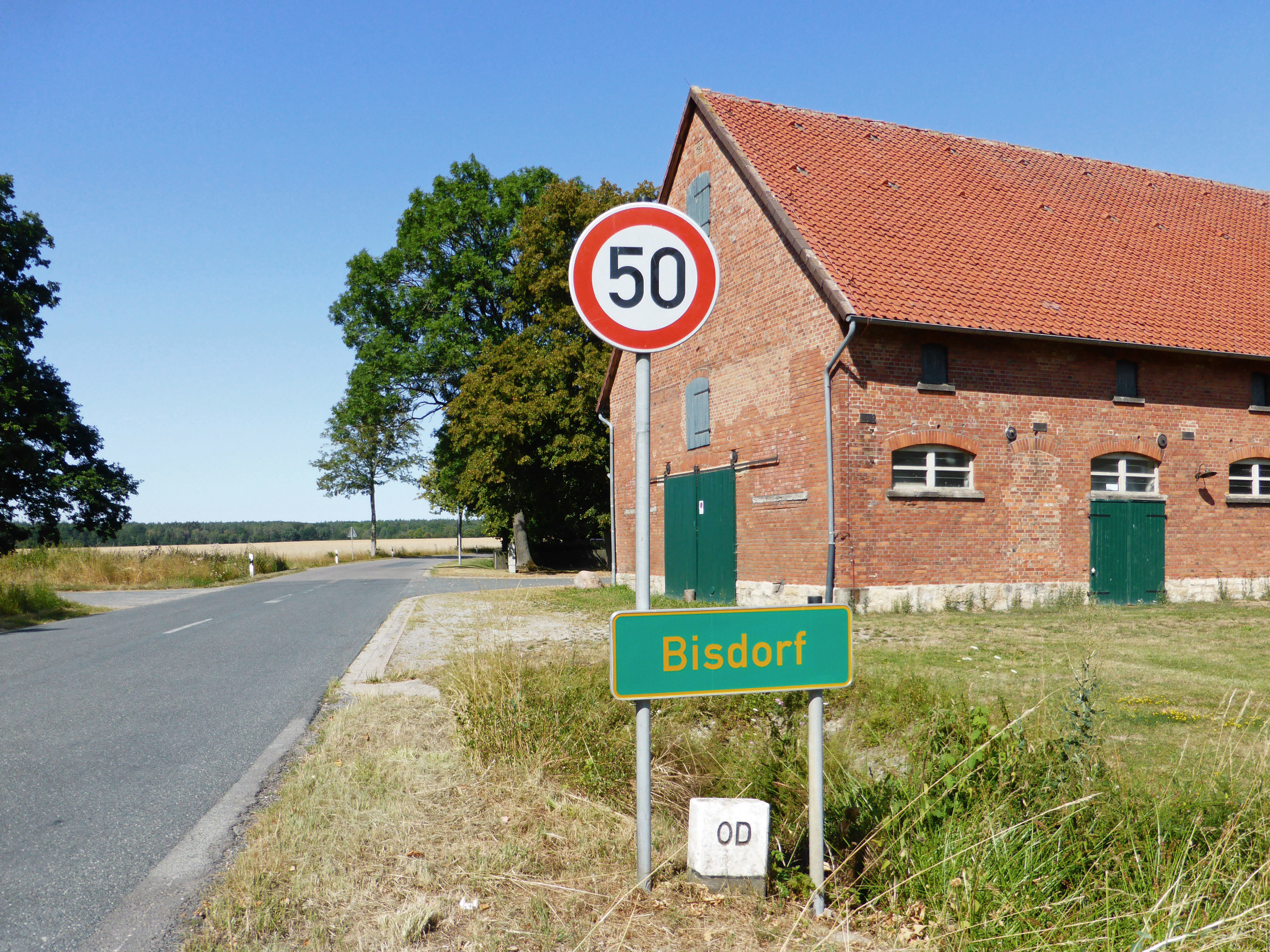
Ortseingang

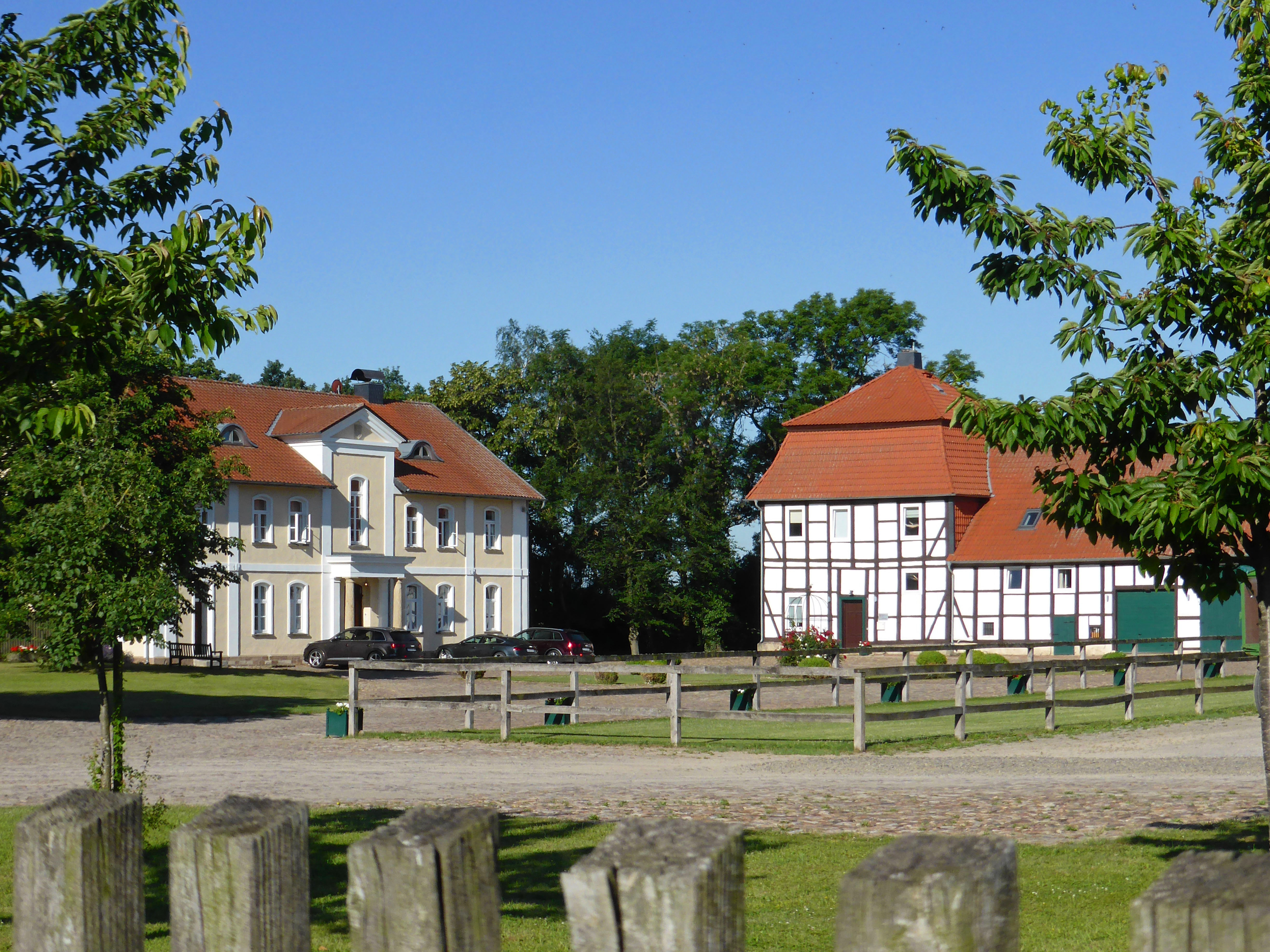
Gutshof mit Herrenhaus (links) und Verwalterhaus

Bisdorf, früher teilweise auch Biesdorf, Bistorf und Bistorff geschrieben, ist ein zu Rhode gehörender Wohnplatz, in der Stadt Königslutter am Elm im Landkreis Helmstedt in Niedersachsen gelegen.

## Geschichte
Bisdorf geht auf ein gleichnamiges Rittergut der Herren von Bartensleben zurück. Aus dem Jahre 1726 stammen die ältesten Gutsgebäude, die heute noch erhalten sind. Das Verwalterhaus wurde Mitte des 18. Jahrhunderts errichtet, das Herrenhaus Ende des 19. Jahrhunderts.
Durch das Aussterben des letzten männlichen Vertreters des Adelsgeschlechts von Bartensleben, Gebhard Werner von Bartensleben im Jahre 1742, gelangte das Gut in den Besitz des Wolfsburger Zweiges der Grafen von der Schulenburg. Zum Zeitpunkt seines Todes lebte von seinen Kindern nur noch Anna Adelheit Catharina von Bartensleben, die Witwe von Adolph Friedrich von der Schulenburg. Gemäß dem Testament von Adolph Friedrich von der Schulenburg wurden die Güter aufgeteilt, als der älteste Sohn, Gebhard Werner von der Schulenburg, das 25. Lebensjahr vollendet hatte. Im Losverfahren fielen 1748 die Güter Brome und Bisdorf an Gebhard Werner von der Schulenburg.
Bisdorf gehörte zum Amt Fallersleben, bis 1885 der Landkreis Gifhorn gegründet wurde, dem es angehörte. Am 1. Dezember 1910 hatte der Gutsbezirk Bisdorf 51 Einwohner. Im Zuge der Gebietsreform in Niedersachsen wurde Bisdorf aus dem Landkreis Gifhorn ausgegliedert und gehört seit dem 1. März 1974 zur Stadt Königslutter am Elm im Landkreis Helmstedt.
Der 1905 erbaute und 1955 erweiterte Schafstall des Rittergutes wurde 1992 durch Günzel Graf von der Schulenburg-Wolfsburg zu Räumen für Veranstaltungen umgebaut, 1993 auch der angrenzende ehemalige Pferdestall aus dem frühen 18. Jahrhundert. Erst seit 1995 ist das Gut Bisdorf Wohnsitz der Familie von der Schulenburg.